# Премія Women in Arts
Премія Women In Arts (жінки в мистецтві) — незалежна премія, заснована 2019 року структурою «ООН Жінки в Україні» та Українським Інститутом у рамках підтримки глобального руху за ґендерну рівність HeForShe. Мета премії — привернути увагу до досягнень жінок, які працюють у мистецтві та публічно подякувати їм за внесок в українську культуру. Премія Women In Arts закладає основу для нової традиції в історії мистецтва України, яка може стати важливою віхою в культурному розвитку України та надихнути жінок на нові досягнення.

## Історія
У 2019 році ООН Жінки Україна та Український Інститут створили Премію Women In Arts з метою підтримки та сприяння професійному розвитку жінок у сфері мистецтва та культури України, а також подолання ґендерних стереотипів та усунення нерівності.
Історично жінки мали менше можливостей для реалізації в мистецькій та культурній сферах, ніж чоловіки, через що їхня робота часто залишається не оціненою в історії мистецтв і невидимою серед широкої громадськості. Премія має на меті встановити нову традицію визнання жінок у мистецтві на національному та міжнародному рівнях, підкреслюючи їхні досягнення за попередній рік, і водночас наголошуючи на  важливості зв'язку мисткинь із покоління в покоління.
Перша церемонія вручення премії Women In Arts відбулася 13 березня 2019 року в рамках святкування річниці руху HeForShe в Україні. У 2019 Премія Women In Arts була вручена п'ятьом переможницям у наступних номінаціях:
- Візуальне (образотворче) мистецтво;
- Музика;
- Театр і кіно;
- Література;
- Культурний менеджмент.

## Регламент
Щороку Організаційний комітет запрошує незалежну Експертну раду та Експертне журі для вибору номінанток та переможниць Премії.
До складу Експертних рад та Експертного журі входять експерти та експертки у сферах літератури, візуального мистецтва, музики, театру та кіно, культурного менеджменту та культурної журналістики, критики і досліджень, представниці/ки засобів масової інформації, та інші спеціалісти/ки цільових сфер.
Відбираючи номінанток на Премію, Експертна рада враховує професійний досвід, активність на національному і міжнародному рівнях та конкретні досягнення номінанток протягом року. Експерти також беруть до уваги потенціал впливу на розвиток української культури, використання інноваційних методів, а також низку інших факторів, врахованих у регламенті Премії.
Склад журі Премії регулюється за принципом щорічної ротації: переможниці Премії минулого року автоматично входять у склад журі наступного року.
Кандидатки Премії Women In Arts обираються у таких категоріях:
- Візуальне мистецтво: Авторки, які працюють з різними медіа, зокрема скульптурою, живописом, новими медіа тощо.
- Музика: Авторки музичних творів також можуть бути виконавицями, проте при оцінюванні беруться до уваги саме композиторки, якість їх роботи і значення їх діяльності для розвитку української сучасної музики.
- Театр і кіно: Премія об'єднує дві галузі і пропонує звернути увагу на жінок таких професій у театрі і кіно: режисерки, акторки, сценаристки.
- Література: Категорія розглядає жінок, які безпосередньо працюють і обрали своєю професією літературу: письменниці і поетеси.
- Культурний менеджмент: Кураторки, кінопродюсерки, організаторки музичних і кінофестивалів, культурних форумів, тощо. Жінки, які допомагають творчим одиницям організувати або презентувати їхню діяльність.
- Культурна журналістика, критика і дослідження: Жінки-дослідниці, арткритикині, публіцистки, літературознавиці, кіно-, театрознавиці, історикині мистецтва, редакторки. Жінки, які створюють, редагують та оформлюють інформацію для засобів масової комунікації; жінки, які рецензують творчий і культурний процес та надають свою професійну експертизу; жінки, які займаються науковими дослідженнями в галузі культури.

У 2020 році під кураторством Українського інституту було оновлено положення Премії та кількість категорій, яких стало не 5, а 6, через додавання категорії «Жінки в культурній журналістиці, критиці та дослідженнях».

## Номінантки
Номінантки Women in Arts 2019:
Номінантки Women in Arts 2020:
- Візуальне мистецтво - Анна Звягінцева, Жанна Кадирова, Алевтина Кахідзе, Лада Наконечна, Леся Хоменко;
- Музика - Джамала, Наталія Жижченко, Вікторія Польова, Альона Сараненко, Юлія Саніна;
- Театр і фільм - Наталія Ворожбит, Олена Дем'янко, Надія Парфан, Тамара Трунова, Ірина Цілик;
- Література - Софія Андрухович, Катерина Бабкіна, Маріанна Кіяновська, Оксана Забужко, Гаська Шиян;
- Культурний менеджмент - Ольга Балашова, Олександра Коваль, Аліса Ложкіна, Юлія Сінькевич, Іванна Скиба-Якубова, Юлія Федів, Катерина Чуєва.
- Культурна журналістика, критика і дослідження - Дар’я Бадьйор, Євгенія Губкіна, Лія Достлєва, Діана Клочко, Аліса Ложкіна, Ярина Цимбал

Номінантки Women in Arts 2021:
- Візуальне мистецтво - Катерина Бучацька, Анна Звягінцева, Олена Субач, Аліна Клейтман;
- Музика - Юлія Саніна, Олександра Заріцька, Оксана Линів, Джамала, Katya Chilly;
- Театр - Оксана Черкашина, Роза Саркісян,  Тамара Трунова, Ірина Гарець;
- Кіно - Ірина Цілик, Ірма Вітовська, Дар'я Онищенко, Надія Парфан, Анастасія  Буковська;
- Література - Софія Андрухович, Ірина Шувалова, Олена Герасим'юк, Марина Гримич, Таня Малярчук;
- Культурний менеджмент - Юлія Федів, Надія Парфан, Ірина Славінська, Альона Дмуховська, Оксана Зварич;
- Культурна журналістика, критика і дослідження - Анастасія Платонова, Катерина Ботанова, Віра Балдинюк, Наталя Грабченко, Оксана Волошенюк

## Лауреатки
Лауреатки Women In Arts 2019:
- Візуальне мистецтво → Влада Ралко;
- Музика → Ніна Гаренецька;
- Театр і фільм → Ірма Вітовська-Ванца;
- Література → Катерина Калитко[9];
- Культурний менеджмент → Олеся Островська-Люта.

Лауреатки Women In Arts 2020:
- Візуальне мистецтво → Лада Наконечна;
- Музика → Альона Альона;
- Театр і фільм → Наталія Ворожбит;
- Література → Оксана Забужко;
- Культурний менеджмент → Юлія Сінькевич;
- Культурна журналістика, критика і дослідження → Дарія Бадьйор.

Лауреатки Women In Arts 2021:
- Візуальне мистецтво — Аліна Клейтман;
- Музика— Оксана Линів;
- Театр — Тамара Трунова;
- Кіно — Ірина Цілик;
- Література — Софія Андрухович;
- Культурний менеджмент — Юлія Федів;
- Культурна журналістика, критика і дослідження — Віра Балдинюк;
- Особлива відзнака — Валерія Бурлакова.

## Статуетка Премії Women In Arts
Статуетку-нагороду для Премії Women in Arts створила сучасна українська скульпторка Марія Куліковська. Форма статуетки — це кисті жіночих рук, які переплітаються. За словами художниці, жіночі руки символізують підтримку і захист, а також жіночу працю. Основою для скульптури стали кисті рук самої художниці.

## Експертна рада та експертне журі
Чотири представники та представниці експертної ради складають довгі списки номінанток, що складає перелік із 40 кандидаток. Експертне журі, яке складається з трьох експертів та експерток, формує короткі списки із 5-ти номінанток та визначають фіналісток.
До складу експертної ради премії Women in Arts 2021 увійшли:
- Візуальне мистецтво: Катерина Радченко, Сергій Радкевич, Сергій Майдуков, Олена Касперович;
- Музика: Любов Морозова, Ігор Панасов, Лілія Млинарич, Дарця Тарковська;
- Театр: Ірина Чужинова, Андрій Палатний, Вероніка Склярова, Максим Голенко;
- Кіно: Людмила Горделадзе, Лєна Чиченіна, Сергій Ксаверов, Анна Паленчук;
- Література: Богдана Неборак, Андрій Любка, Ростислав Семків, Олег Коцарев[15].
- Культурний менеджмент: Богдан Логвиненко, Ольга Жук, Аліна Ханбабаєва, Христина Береговська;
- Культурна журналістика, критика і дослідження: Андрій Куликов, Олена Гусейнова, Оксана Мамченкова, Михайло Рашковецький.

До складу експертного журі премії Women in Arts 2021 увійшли: 
- Візуальне мистецтво: Олександр Курмаз, Любов Михайлова, Лада Наконечна;
- Музика: Анна Гадецька, Юрій Чекан, Альона Савраненко;
- Театр: Павло Ар'є, Наталія Ворожбит, Віктор Собіянський;
- Кіно: Ахтем Сеітаблаєв, Сергій Буковський, Наталія Ворожбит;
- Література: Тарас Лютий, Оксана Щур та Оксана Забужко.
- Культурний менеджмент: Еміне Джапарова, Іван Козленко та Юлія Сінькевич.
- Культурна журналістика, критика і дослідження: Олег Коцюба, Ірина Славінська, Дарія Бадьор.

## Організаційний комітет
Премія організовується структурою ООН Жінки Україна та Українським Інститутом.
ООН Жінки є структурою Організації Об'єднаних Націй, яка зосереджує свої зусилля на досягненні ґендерної рівності та розширенні прав і можливостей жінок. Структура ООН Жінки надає підтримку державам-членам ООН у встановленні глобальних стандартів для досягнення ґендерної рівності, а також працює разом із державними органами та громадянським суспільством над розробкою законів, стратегій, програм та послуг із метою дотримання цих стандартів. В Україні структура ООН Жінки зосереджує свою діяльність на трьох взаємодоповнюючих пріоритетних напрямах:
- Зміцнення жіночого лідерства та підтримка участі жінок у політичних процесах;
- Ліквідація насильства щодо жінок та дівчат;
- Залучення жінок на всіх етапах розбудови миру та безпеки.

Український інститут — це державна установа, яка представляє українську культуру на міжнародному рівні та створює культурні зв'язки між Україною та іншими країнами. Інститут був заснований Кабінетом Міністрів України у 2017 році та належить до сфери управління Міністерства закордонних справ. Інститут долучився до створення Премії Women in Arts після приєднання до глобального руху солідарності HeForShe у 2019 році і став однією з перших державних інституцій України, яка приєдналася до руху.
HeForShe, започаткований ООН Жінки — це глобальний рух солідарності в підтримку гендерної рівності, в якому чоловіки та хлопчики стають головними агентами змін. З моменту запуску руху Генеральним секретарем ООН Пан Гі Муном і Послом доброї волі Еммою Вотсон 20 вересня 2014 року, до нього приєдналися глави держав, провідні вчені, керівники глобальних корпорацій, спортсмени та митці, що поділяють філософію ґендерної рівності. В Україні рух HeForShe стартував у березні 2018 року та реалізується за фінансової підтримки Швеції.